# ماركو توبيتش
ماركو توبيتش مواليد 1976 في جمهورية يوغوسلافيا الاشتراكية الاتحادية، هو لاعب كرة قدم بوسني دولي سابق كان يلعب كمهاجم.

## المسيرة الاحترافية

### أندية لعب لها
- نادي دينامو زغرب
- نادي سيون
- نادي زيورخ
- نادي فاراجدين (1931–2015)
- نادي مونزا
- أوستريا فيينا
- إنيرجي كوتبوس
- نادي فولفسبورغ
- نادي كريليا سوفيتوف سامارا

## روابط خارجية
- ماركو توبيتش على موقع الاتحاد الدولي (مؤرشف)  (الإنجليزية)
- ماركو توبيتش على موقع الاتحاد الأوربي (الإنجليزية)
- ماركو توبيتش على موقع قاعدة بيانات كرة القدم.إي يو (الإنجليزية)
- ماركو توبيتش على موقع ناشيونال فوتبول تيمز (الإنجليزية)
- ماركو توبيتش على موقع عالم كرة القدم.نت (الإنجليزية)